# Homodihydrocapsaïcine
L'homodihydrocapsaïcine est un capsaïcinoïde, analogue et congénère de la capsaïcine dans les piments (Capsicum).

## Propriétés
Comme la capsaïcine, c'est un irritant. L'homodihydrocapsaïcine compte pour environ 1 % du mélange total de capsaïcinoïdes et a environ la moitié du goût piquant de la capsaïcine. L'homodihydrocapsaïcine pure est un composé lipophile incolore, inodore, de consistance cristalline à cireuse. Sur l'échelle de Scoville, elle est évaluée à 8 600 000 unités de chaleur de Scoville, nettement plus que le gaz poivre.